# Варнкенхаген
Варнкенхаген (њем. Warnkenhagen) општина је у њемачкој савезној држави Мекленбург-Западна Померанија. Једно је од 62 општинска средишта округа Гистров. Према процјени из 2010. у општини је живјело 361 становника. Посједује регионалну шифру (AGS) 13053093.

## Географски и демографски подаци
Варнкенхаген се налази у савезној држави Мекленбург-Западна Померанија у округу Гистров. Општина се налази на надморској висини од 45 метара. Површина општине износи 19,5 km². У самом мјесту је, према процјени из 2010. године, живјело 361 становника. Просјечна густина становништва износи 19 становника/km².